# Mazel Tov (album)
Mazel Tov – trzeci album studyjny włoskiego zespołu ska-punkowego Talco. Wydany został 25 kwietnia 2008 roku, a promował go maxi-singel "St. Pauli", którego utwór tytułowy stał się oficjalnym hymnem niemieckiej drużyny piłkarskiej FC St. Pauli Hamburg.

## Lista utworów
1. Intro
2. L'era del contrario
3. Radio Aut
4. Il mio tempo
5. Nel villaggio
6. Il treno
7. Merlutz
8. La casa dell'impunità
9. Tarantella dell'ultimo bandito
10. La mano de Dios
11. Il lamento del mare
12. La torre
13. Mazel Tov
14. St.Pauli

## Twórcy
- Tomaso De Mattia – wokal, gitara elektryczna, gitara akustyczna
- Emanuele Randon – gitara elektryczna, chórki
- Alessandro Benvegnù – gitara basowa, chórki
- Nicola Marangon – perkusja
- Enrico Marchioro – saksofon
- Andrea Barin – trąbka
- Simone Vianello – klawisze, chórki